# Südöstlicher Pfaffenkogelgraben I
Der Südöstliche Pfaffenkogelgraben I ist ein etwas über 0,8 Kilometer langer Waldbach im Gebiet der Marktgemeinde Deutschfeistritz im Bezirk Graz-Umgebung in der Steiermark. Er fließt im westlichen Teil des Grazer Berglandes, in einem Waldgebiet und mündet dann von rechts kommend in die Mur.

## Verlauf
Der Südöstliche Pfaffenkogelgraben I entsteht in einem Waldgebiet am Südosthang des Pfaffenkogels, etwa 250 Meter südöstlich des Gipfels auf etwa 651 m ü. A. im südlichen Teil der Katastralgemeinde Kleinstübing, direkt an der Grenze zur Katastralgemeinde Stübinggraben.
Der Bach fließt anfangs ziemlich gerade südostwärts, teilweise entlang eines Waldweges und bildet nach etwa 350 Meter einen Linksbogen um einen Hangausläufer des Pfaffenkogels herum. Nach etwa 170 Metern befindet sich der Pfaffenkogelgraben wieder auf einen Südostkurs. Diesen Lauf behält der Bach für etwa 80 Meter bei, ehe er einen etwa 90 Meter langen flachen Linksbogen bildet. Nach diesem Bogen bildet er bis kurz vor seiner Mündung einen flachen Rechtsbogen.
Etwa 50 Meter vor seiner Mündung verlässt der Pfaffenkogelgraben den Wald und quert die Bahnstrecke der Südbahn sowie die Landesstraße L 334, die Gratweiner Straße. Vor der Querung der Landesstraße schwenkt der Bach auf einen Südostkurs, auf dem er bis zu seiner Mündung bleibt. Der Südöstliche Pfaffenkogelgraben I mündet nach einem etwa 0,85 Kilometer langen Lauf mit einem mittleren Sohlgefälle von 31 % etwa 266 Höhenmeter unterhalb seines Ursprungs etwa 5 Meter östlich der Landesstraße L334 in die Mur.
Auf seinem Lauf nimmt der Südöstliche Pfaffenkogelgraben I keine anderen Wasserläufe auf.